# Magnus Åkerlund
Magnus Åkerlund, född 25 april 1986, är en svensk ishockeymålvakt som säsongen 2019/2020 spelade i Hockeyettan för Hudiksvalls HC (hans sista klubb innan han avslutade karriären).

## Spelarkarriär
Magnus Åkerlunds moderklubb är Osby IK och han är också uppvuxen i Osby i norra Skåne. Som junior spelade han med HV71 varvat med utlåningar till andra klubbar.  Han spelade med HV71:s J18- och J20-lag från säsongen 2002/2003 fram till 2004/2005 då han lånades ut till Skövde IK i Allsvenskan Södra. Säsongen efter spelade han även med Nyköpings Hockey i HockeyAllsvenskan samt med HV71:s lag i J20 SuperElit. Åkerlund startade säsongen 2006/2007 som förstemålvakt för Skövde IK där han spelade mycket bra och fick vakta målet i 38 matcher. Han hade totalt en räddningsprocent på 91,6 och släppte in 2,38 mål per match. 11 januari 2007 blev återkallad till HV71 som andremålvakt i Elitserien i ishockey för att ersätta Scott Langkow. 
Inför säsongen 2007/2008 värvades Åkerlund till Timrå IK som backup till Johan Backlund. Backlund lämnade för spel i NHL inför nästa säsong. Åkerlund slogs därmed om rollen som förstemålvakt med Anders Lindbäck som kom till Timrå från Brynäs IF. På grund av otur med skador kunde Åkerlund inte utmana i längden samtidigt som Lindbäck gick mot en stor genombrottssäsong. Även Lindbäck fick kontrakt i NHL vid säsongens slut. 
Timrå förlängde med Åkerlund som fick en chans till att spela till sig rollen som förstemålvakt, nu utmanad av Juha Pitkämäki. Säsongen 2011/2012 lämnade Åkerlund Timrå för spel i Borås HC i Hockeyallsvenskan. Sejouren blev bara ettårig då Borås degraderades och drabbades av svåra ekonomiska problem. 
Åkerlund draftades 2004 i femte rundan som nummer 137 av Carolina Hurricanes.

## Klubbar
- Hudiksvalls HC 2017/2018 - 2019/2020
- Sundsvall Hockey 2013/2014 - 2016/2017
- Aalborg 2012/2013
- Borås HC 2011/2012
- Timrå IK 2007/2008 - 2010/2011
- Sundsvall Hockey 2007/2008 och 2008/2009 (lån)
- HV71 2006/2007
- Skövde IK 2006/2007 (lån)
- HV71 2005/2006
- Nyköpings Hockey 2005/2006 (lån)
- Skövde IK 2004/2005 (lån)
- HV71 2002/2003 - 2004/2005